# Королево (Пермский край)
Королево — деревня в Добрянском районе Пермского края. Входит в состав Висимского сельского поселения.

## Географическое положение
Деревня расположена примерно в 16 км к югу от центра поселения, села Висим, и в 22 км к северо-западу от районного центра, города Добрянка.

## Население
| 2010 |
| ---- |
| 5    |

## Топографические карты
- Лист карты O-40-53 Доьрянка. Масштаб: 1 : 100 000. Издание 1977 г.